# Urschullum
Urschullum je moravská hardcore/thrash metalová kapela, která existovala v letech 1991–2004, boční projekt kapely Shaark.

## Historie
Skupina Urschullum vznikla v roce 1991, kdy natočila demo WC muži, WC ženy. V následujících letech se věnovala hlavně koncertní činnosti a její debutové album Psycö Noiz from da Psycö Höad 666 vzniklo až v roce 1997. O tři roky později Urschullum ve studiu Shaark nahráli druhou desku HellCore. Kapele se však pro ni nedařilo najít vydavatele, a tak album vyšlo až na podzim 2003. Koncem léta 2004 skupina Urschullum ukončila činnost kvůli časovému vytížení svých členů ve formacích Shaark a Master.

## Sestava
- Aleš Nejezchleba (alias Alex 93) – kytara
- Ctibor Palík (alias Peroon 666) – baskytara, zpěv
- Zdeněk Pradlovský (alias Zdenál) – bicí
- Duschan – zpěv

## Diskografie
- WC muži, WC ženy (demo, 1991)
- Psycö Noiz from da Psycö Höad 666 (CD, 1998)
- HellCore (CD, 2003)